# Джон Зазула
Джонатан Зазула (16 березня 1952 – 1 лютого 2022), також відомий як Джонні Зі, був американським керівником музичної індустрії, власником музичного магазину Rock'n Roll Heaven у Нью-Джерсі та засновником лейблу Megaforce Records. Магазин звукозаписів Зазули в Іст-Брансвіку, штат Нью-Джерсі, зробив його центральною фігурою метал-сцени Східного узбережжя, регулярно програючи демонстраційні записи, надіслані йому через його підпільну мережу торгівлі стрічками, до якої входили Браян Слейґел з Metal Blade Records, Рон Кінтана (редактор журналу Metal Mania) і продюсер Марк Вітакер. Він також був наставником радіоведучого Едді Транка.

## Кар'єра
Його центральна роль на метал-сцені Східного узбережжя згодом стане суттєвим фактором у початку кар'єри Metallica. Зазула запропонував гурту їхню першу можливість грати в районі Нью-Йорка та організував їхні перші тури з Raven, одним із провідних метал-гуртів Великобританії того часу. Почувши демо-запис No Life 'Til Leather, він заснував лейбл Megaforce Records для випуску їхньої роботи. Зазула випустив дебютний альбом Metallica Kill 'Em All і організував тур по Східному узбережжю за приватного фінансування.
Після успіху Kill 'Em All Зазула підписав контракт і працював з іншими виконавцями, зокрема Disco Biscuits, Warren Haynes, Testament, Tad, Overkill, Frehley's Comet, King's X, Fozzy, Ministry.

## Особисте життя і смерть
Зазула народився 16 березня 1952 року, був євреєм. Його друга дружина, Марша Зазула (Марша Жан Рутенберг; 1952–2021), була його партнеркою та співзасновницею Megaforce Records. Вони були одружені з 1979 року до смерті Марші 10 січня 2021 року. У Зазулі було три дочки, в тому числі одна з першою дружиною і дві з другою (Маршею).
Він помер у своєму будинку в Клермонті 1 лютого 2022 року у віці 69 років від ускладнень хронічної запальної демієлінізуючої полінейропатії, ХОЗЛ і остеопенії.

### Загальні довідники
- Енциклопедія популярної музики ГіннесаISBN 0-85112-939-0
- Важкі казкиISBN 978-1733056755
- Повний посібник із музики Metallica - Сторінка 1ISBN 0-7119-4902-6